# 特拉貝
特拉貝是白俄羅斯的城鎮，位於伊維耶東北34公里，由格羅德諾州負責管轄，2000年人口842。第二次世界大戰期間，納粹德國在1941年6月26日至1944年7月7日佔領該鎮。